# میخائیل سیمونونوف (بازیکن بسکتبال)
میخائیل سیمونونوف (انگلیسی: Mikhail Semyonov; ۱۸ سپتامبر ۱۹۳۳ – ۹ نوامبر ۲۰۰۶) بازیکن بسکتبال اهل اتحاد جماهیر شوروی سوسیالیستی بود.
از باشگاه‌هایی که در آن بازی کرده‌است می‌توان به باشگاه بسکتبال زسکا مسکو اشاره کرد.